# کاتسوهیرو میناموتو
کاتسوهیرو میناموتو (انگلیسی: Katsuhiro Minamoto؛ زادهٔ ۲ ژوئیهٔ ۱۹۷۲) بازیکن فوتبال اهل ژاپن است.
از باشگاه‌هایی که در آن بازی کرده‌است می‌توان به باشگاه فوتبال سرزو اوساکا و باشگاه فوتبال سانفریس هیروشیما اشاره کرد.